# Йоганн Кубена
Йоганн Кубена (нім. Johann Kubena; 22 лютого 1882, Босковиці — 16 липня 1955, Пухберг-ам-Шнеберг) — австрійський і німецький офіцер, дипломований інженер, генерал-лейтенант вермахту.

## Біографія
18 серпня 1902 року поступив на службу в австро-угорську армію. Учасник Першої світової війни. Після війни продовжив службу в австрійській армії. Після аншлюсу 15 березня 1938 року автоматично перейшов у вермахт. З 20 квітня 1938 року — генерал для особливих доручень при командуванні 17-го армійського корпусу. 31 травня 1939 року звільнений у відставку за політичними мотивами.

## Звання
- Кадет-виконувач обов'язків офіцера (18 серпня 1902)
- Лейтенант (1 листопада 1903)
- Обер-лейтенант (1 листопада 1909)
- Гауптман (1 листопада 1913)
- Майор (1 травня 1918)
- Титулярний оберст-лейтенант (6 липня 1921)
- Оберст-лейтенант (1 липня 1924)
- Оберст (29 грудня 1926)
- Генерал-майор (26 липня 1932)
- Фельдмаршал-лейтенант (22 грудня 1936)
- Генерал-лейтенант (15 серпня 1938)

## Нагороди
- Ювілейний хрест (1908)
- Бронзова і срібна медаль «За військові заслуги» (Австро-Угорщина) з мечами
- Хрест «За військові заслуги» (Австро-Угорщина) 3-го класу з військовою відзнакою і мечами
- Орден Залізної Корони 3-го класу з військовою відзнакою і мечами — нагороджений двічі.
- Військовий Хрест Карла
- Залізний хрест 2-го класу
- Пам'ятна військова медаль (Австрія) з мечами
- Хрест «За вислугу років» (Австрія) для офіцерів
  - 2-го класу (25 років) (жовтень 1934)
  - 1-го класу (35 років) (18 серпня 1937)
- Орден Заслуг (Австрія), офіцерський хрест
- Хрест «За військові заслуги» (Австрія) 2-го класу (1 квітня 1936)
- Пам'ятна військова медаль (Угорщина) з мечами
- Почесний хрест ветерана війни з мечами